# Бьянки, Никола
Никола Бьянки (итал. Nicola Bianchi, родился 26 апреля 1980 года в Сассари) — итальянский политик, депутат Палаты депутатов Италии от Движения пяти звёзд.

## Биография
Родился в Сассари, но жил всю жизнь в Сеннори, на Сардинии. Учился в университете Пизы на программиста, но прекратил образование по состоянию здоровья. Работал IT-специалистом, в 2006 году участвовал в административных выборах в коммуне Сеннори по списку от правоцентристского движения «Новый проект Сеннори», поддерживал Антонио Кану как кандидата на пост мэра. Движение выиграло выборы, а Бьянки набрал 81 голос, но в итоге не прошёл в администрацию.
С 2010 года Бьянки состоит в «Движении пяти звёзд». В 2011 году выдвигался на пост мэра Сеннори, набрал 745 голосов и стал первым советником мэра как член «Движения пяти звёзд». Избран в Палату депутатов 5 марта 2013 года по итогам парламентских выборов от XXVI избирательного округа Сардинии, после чего покинул пост советника. Член IX комиссии (по транспорту, почте и телекоммуникациям) с 7 мая 2013 года.
Увлечением Бьянки является музыка: он выступает в группе «I Baduli». Вместе с ней он в Сассари открывал выступление Беппе Грилло в Сассари в преддверии парламентских выборов 2013 года.